# Sebastien Heintz
Sebastien Heintz, connu sous le nom de Sebastien-H, est un guitariste, auteur-compositeur-interprète Suisse né le 28 juillet 1993 à Yverdon-les-Bains.

## Biographie
Introduit dès son plus jeune âge à la musique, Sebastien commence à jouer de la guitare alors qu’il est âgé de 10 ans. En 2004, Il écrit ses premières chansons qu’il enregistre sur un 4 pistes dans sa chambre. Après avoir changé d’école de musique pour se tourner vers l’EJMA, il enregistre un premier EP composé de 3 titres en novembre 2008 qu'il sort, imprime lui-même et vend lors de ses concerts. 
Dans son adolescence, Sebastien accompagne différents projets musicaux, DJs et groupes, à travers la France et la Suisse, puis emménage à Londres et commence un Bachelor de musique à BIMM London (anciennement, TechMusicSchool) en 2012. En mai 2013, le jeune guitariste est sélectionné par M, Matthieu Chedid, et Universal pour jouer avec lui sur la scène du Dôme à Marseille. Sept mois plus tard, Sebastien rencontre Zee Gachette (Z-Star) lors d’une jam organisée par Matthieu Chedid et intègre le en:Z-Star Z-Star Collectif avec qui il tourne, maintenant, en tant que lead guitariste à travers l’Europe et l’Australie. Il est aussi présent en tant que guitariste et pianiste aux côtés de Marzella. 
Après avoir reformé son trio, Sebastien enregistre un nouvel EP sous son nom de scène, Sebastien-H, durant l’hiver 2014-2015 dans un des studios du très connu Tileyards Studios, London. L'EP, Éponyme, sort le 7 septembre 2015 et est distribué par Irascible en Suisse.  
En novembre 2015, Sebastien Heintz et Zee Gachette décident de créer un nouveau groupe à partir du groupe existant, Z-Star, qu'ils nomment Z-Star Delta Celui-ci est un duo composé des deux musiciens dans lesquels, ils mixent leurs deux univers, expérimentent avec de nouveaux sons et voyagent à travers les styles musicaux. Dans la formation Z-Star Delta, Zee et Sebastien tourne en Angleterre, en France, et principalement en Australie. En 2017, le duo joue 3 soirs de suite au célèbre Glastonbury Festival.   
Durant l'été 2016, Sebastien tourne avec son projet, Sebastien-H, et fait des apparitions remarquées sur des scènes telles que le Venoge festival.  
Il travaille aux côtés d'Amélie Daniel en tant que guitariste, producteur et directeur artistique. Ensemble, ils tournent dans plusieurs salles de Suisse, proposent différentes versions du projet d'Amélie Daniel.  
L'année 2018 marque le début de son travail en tant que coproducteur au studio Large View avec son collaborateur et ami, Loric Mathez. Ensemble, ils produisent des jeunes artistes suisses telles que Katie Li, et Amélie Daniel. Sebastien crée aussi un projet parallèle, OVERSEA, se consacrant uniquement aux expérimentations d'instruments électroniques et utilisant principalement des claviers. On peut le retrouver sur youtube avec des vidéos qui mêlent musiques contemplatives et images minimalistes de nature. 
En 2019, Sebastien fait un retour sur les scènes australiennes après une année consacrée à la production, et fait un retour remarqué avec son acolyte Zee Gachette sur des scènes telles que le connu Port Fairy Folk festival.  

## Discographie

### Albums originaux
2008 : Mystère Mystique, Sebastien-H
2015 : Eponyme, Sebastien-H
2015 : On ne fait que passer Single, Sebastien-H

### Collaborations
2013 : Stones EP, Marzella 
2013 : Techmusic EP, Nish & Hectic Mojo
2015 : Acoustic Mixtape Vol1., Z-Star
2015 : To You, Marzella
2016 : Dark Days Down Under Tour Album, Z-Star Delta
2017 : Face The Iron Ram, Z-Star Delta

### Productions / Coproductions
2018 : Smell Like Teen Spirit (Cover), Amélie Daniel 
2019 : Loud & Clear, Katie Li 

## Sources
- http://sebastien-h.com
- « Sebastien Heintz », sur la base de données des personnalités vaudoises sur la plateforme « Patrinum » de la Bibliothèque cantonale et universitaire de Lausanne.
- Julien Delafontaine, "La perf' de Sebastien Heintz avec -M- en vidéo", dans: 20 Minutes, 2103/06/12
- "Un guitariste du cru dans le sillage de «M»", 24 Heures, 2013/06/12, p. 23.
- http://www.20min.ch/ro/musique/news/story/Sebastien-H-reprend-en-fran-ais-un-hit-de-Rihanna-19314086